# Campolimpido
Campolimpido est une importante frazione de la commune de Tivoli dans la province de Rome de la région du Latium en Italie.

## Géographie
Campolimpido est située à 2 kilomètres au nord-ouest de Tivoli en direction de Rome, qui se trouve à 23 km, et de Guidonia Montecelio sur l'autre rive de l'Aniene. Campolimpido culmine à 73 m d'altitude soit 150 m plus bas que Tivoli et s'étend dans la plaine de l'Agro romano aux pieds des monts Tiburtins.
Cette frazione est attenante à celle de Favale ainsi qu'à celle de Villanova sur le territoire de la commune de Guidonia Montecelio.

## Histoire
La zone de Campolimpido-Villanova est liée à l'expansion économique de la ville liée en particulier à l'exploitation des carrières de travertin situées à proximité, entre Villanova, Villalba, Tivoli Terme, et Villa Adriana, ainsi qu'à celle démographique de Tivoli mais aussi de Rome. Campolimpido et Villanova sont ainsi devenues d'importants quartiers résidentiels situés au pied des monts Tiburtins. La zone Favale-Campolimpido dénombre en 2009 environ 2800 habitants.
Les carrières de travertin de Campolimpido sont également ponctuellement utilisées pour faire exloser les bombes de la Seconde Guerre mondiale découvertes intactes lors de travaux dans la région de Rome.